# غارفيلد مورغان
غارفيلد مورغان (بالإنجليزية: Garfield Morgan)‏ هو ممثل بريطاني، ولد في 19 أبريل 1931 في المملكة المتحدة، وتوفي في 5 ديسمبر 2009 بلندن في المملكة المتحدة بسبب سرطان.

## وصلات خارجية
- غارفيلد مورغان على موقع IMDb (الإنجليزية)
- غارفيلد مورغان على موقع أول موفي (الإنجليزية)
- غارفيلد مورغان على موقع قاعدة بيانات الأفلام السويدية (السويدية)
- غارفيلد مورغان على موقع إن إن دي بي (الإنجليزية)
- غارفيلد مورغان على موقع ديسكوغز (الإنجليزية)
- غارفيلد مورغان على موقع قاعدة بيانات الفيلم (الإنجليزية)